# ネルソンスーパープロジェクト
ネルソンスーパープロジェクト (Nelson Super Project) は、1998年に山下達郎のライブツアー「Performance '98-'99」のバックバンドとして集まった9人のミュージシャンが意気投合し、結成されたバンド。
ライブを中心に活動していたが、2002年にアルバムを製作。メンバーの三谷泰弘の公式サイトを通じて発売するまでに至る。
プロジェクト名の「ネルソン」は、ドミニカ出身で小人症の俳優ネルソン・デ・ラ・ロッサ（英語版）から採られているが、これはツアー中メンバーの佐々木久美が以前テレビで見た「世界で一番背の小さいネルソンさん」の話をしたところ、バンドメンバー内でその話が大盛り上がりとなり、これをきっかけにバンドの結束が高まったというエピソードに由来するものである。
2000年に行なわれた竹内まりやの18年ぶりのコンサートにも参加しており（その時はこのメンバー+バンドマスターである山下達郎）、山下・竹内夫妻との縁は深い。
2008年ユニバーサルミュージックからセカンド･アルバムをリリース。同時にファースト･アルバムのデラックス･エディションもリリースされた。

## メンバー
- 青山純（ドラムス）
- 伊藤広規（ベース）
- 佐橋佳幸（エレクトリック・ギター&アコースティック・ギター）
- 難波弘之（キーボード）
- 重実徹（キーボード）
- 土岐英史（アルトサックス&ソプラノサックス）
- 佐々木久美（リードヴォーカル、バックグラウンドヴォーカル、ハモンドオルガン）
- 国分友里恵（リードヴォーカル&バックグラウンドヴォーカル）
- 三谷泰弘（リードヴォーカル、バックグラウンドヴォーカル、パーカッション）

## ディスコグラフィー
- Nelson Magic（2002年）（廃盤） 
  - 【収録曲】  
    - M-01. We Are Nelson (A Cappella)
    - M-02. Our Music
    - M-03. 浮気なルナ
    - M-04. Oasis
    - M-05. “T”
    - M-06. Love Grows
    - M-07. We Are Nelson
    - M-08. Lesson#1
    - M-09. I can Say I Love You
    - M-10. さよならが言えない
    - M-11. Dadly
- Nelson Magic DELUXE Editon（2008年10月8日） 
  - UICZ-4186　CD（SHM-CD仕様）+ DVD　3,000円（税込）
  - 【収録曲】
    - M-01. We Are Nelson (A Cappella)
    - M-02. Our Music
    - M-03. 浮気なルナ
    - M-04. Oasis
    - M-05. “T”
    - M-06. Love Grows
    - M-07. We Are Nelson
    - M-08. Lesson#1
    - M-09. I can Say I Love You
    - M-10. さよならが言えない
    - M-11. Dadly
    - CDボーナス・トラック： 
      - M-12. On Matrix（重実徹のInstrumental楽曲）Live at STB139
      - M-13. Work To Do（アイズレー・ブラザーズのカバー）Live at STB139
      - M-14. Let's Dance Baby（山下達郎のカバー）Live at STB139

    - DVDボーナス・ディスク：ライヴ+レコーディング時オフショット（計32分） 
      - 「Lesson #1」（Nelsonオリジナル）Live at 京都RAG
      - 「Dadly」（Nelsonオリジナル）Live at 京都RAG
      - 「Thank You」（スターダストレビューのカバー） Live at 京都RAG
- Nelson Motown +（2008年10月29日） 
  - UICZ-4185（SHM-CD仕様）　3,000円 （税込）
  - 【収録曲】
    - M-01. Dancing In The Street （Original Performance：Martha Reeves & The Vandella）
    - M-02. Ain't No Mountain High Enough （スペシャル・ゲスト：竹内まりや） （Original Performance：Marvin Gaye Tammi Terrell）
    - M-03. I'm Gonna Make You Love Me （Original Performance：The Supremes & Temptations）
    - M-04. 夜を追いかけて （オリジナル新曲）
    - M-05. Have A Good Time （オリジナル新曲）
    - M-06. What Becomes Of The Brokenhearted （Original Performance：Jimmy Ruffin）
    - M-07. Never Can Say Goodbye （Original Performance：Jackson 5）
    - M-08. Signed, Sealed, Delivered I'm Yours （Original Performance：Stevie Wonder）
    - M-09. I Heard It Through The Grapevine （Original Performance：Marvin Gaye）
    - M-10. It's A Shame （Original Performance：The Spinners）
    - M-11. Mercy Mercy Me (THE ECOLOGY) （Original Performance：Marvin Gaye）
    - M-12. I'll Be There （Original Performance：Jackson 5）
    - M-13. Get Ready （Original Performance：Rare Earth）